# Gendarmerie
Pour les articles homonymes, voir Gendarmerie (homonymie).
 (mai 2024).
 (mai 2009).
Si vous disposez d'ouvrages ou d'articles de référence ou si vous connaissez des sites web de qualité traitant du thème abordé ici, merci de compléter l'article en donnant les références utiles à sa vérifiabilité et en les liant à la section « Notes et références ».

Grenade « bois de cerf à huit branches » de la Gendarmerie nationale française

La gendarmerie est la force armée chargée de missions de police parmi les populations civiles d'un pays. En outre, elle exerce des fonctions de prévôté au sein des armées sur les théâtres d'opérations extérieurs. Les membres de ce corps sont appelés gendarmes, ou « soldats de la loi ». Le terme « maréchaussée » est également mais plus rarement utilisé pour désigner ce type d'unités (exemple de la Maréchaussée royale aux Pays-Bas). Dans certains pays tels que l'Italie, les Pays-Bas et la France, la gendarmerie a pour emblème une grenade.

## Étymologie et histoire

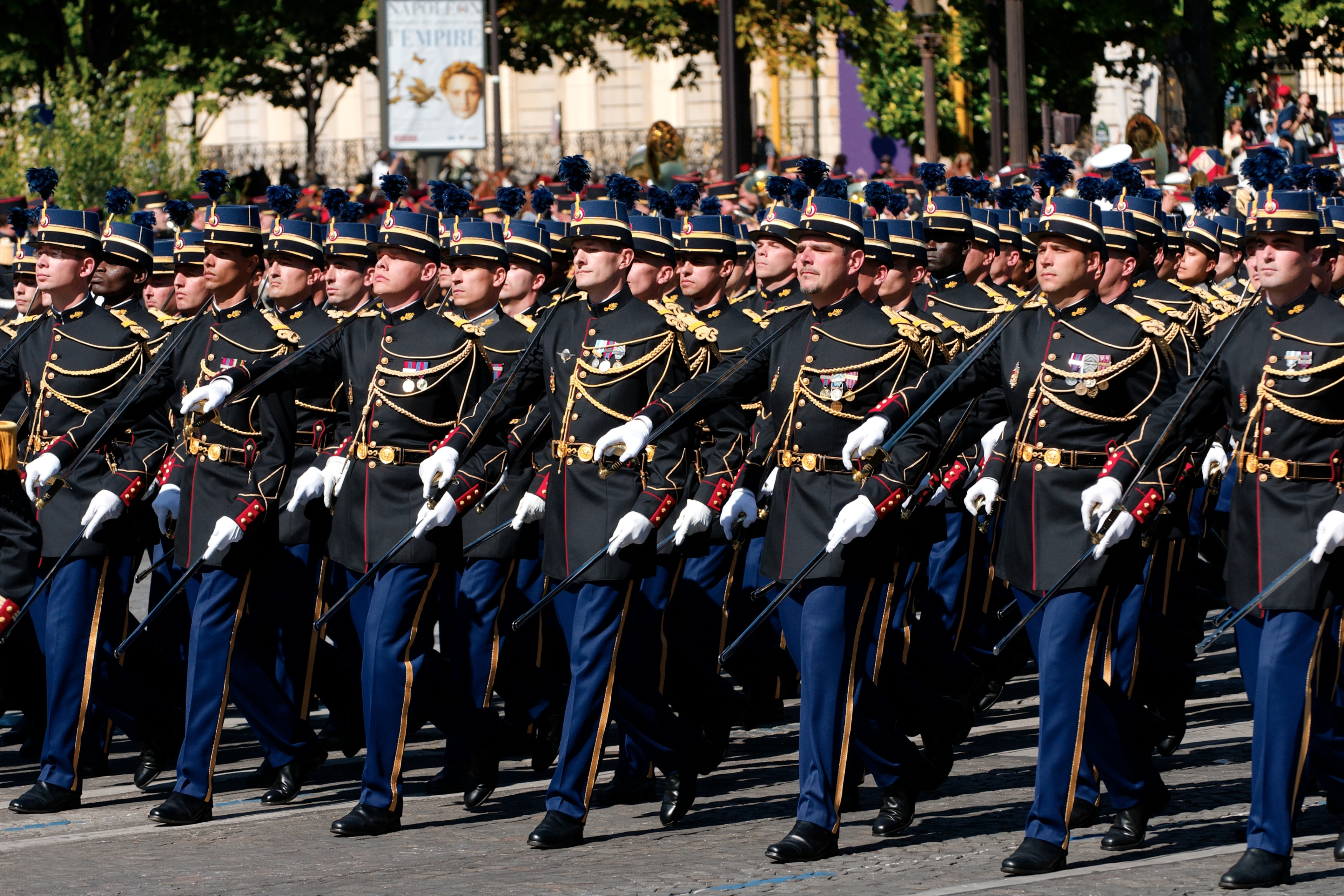
École des officiers de la Gendarmerie nationale (France)

À la fin du XIIe siècle, la « Maison du Roi » de France était dirigée par quatre grands officiers : le Sénéchal, à la tête de l'armée et de la justice, le Chambrier, gardien de la chambre du roi, le Chancelier, secrétaire et gardien du sceau royal, et enfin le Connétable, qui dirigeait les écuries, secondé par les maréchaux.
En l'an 1190, Philippe Auguste quitte son royaume pour participer à la troisième croisade. Ses conseillers, et notamment le Grand Sénéchal, Thibaut V, chef des Armées, le prient de s'entourer d'une garde personnelle de sergents à masses, des sergents d'armes.
Le mot gendarme vient de l'ancien français « gens d'armes », les hommes d'armes. De la fin du Moyen Âge au début de l'époque moderne, le terme désigne une troupe d'élite de cavaliers fortement armés, de noble naissance, servant dans l'armée française. Cette troupe disparaît à la fin du XVIIIe siècle pour des raisons d'économie. L'expression a acquis une connotation nouvelle après la Révolution française, lorsque la maréchaussée de l'Ancien Régime, qui exerçait les missions de police a été rebaptisée « gendarmerie nationale » en 1791 car elle n'est plus au service du roi mais de la nation. Les révolutionnaires lui suppriment sa fonction judiciaire pour ne garder que sa fonction policière.
Toutefois, la gendarmerie ne serait pas, selon certains auteurs, la descendante des "gens d'armes", unité d'élite uniquement belligérante des rois de France. Au contraire, elle serait issue de la connétablie qui devint maréchaussée et qui serait elle-même l'héritière des brigades mobiles romaines commandées par des magistrats dits latronculatores (juges des voleurs). Ces deux organisations, « gens d'armes » et « maréchaussée », n'exerçaient donc pas les mêmes fonctions.

## Titre et statut

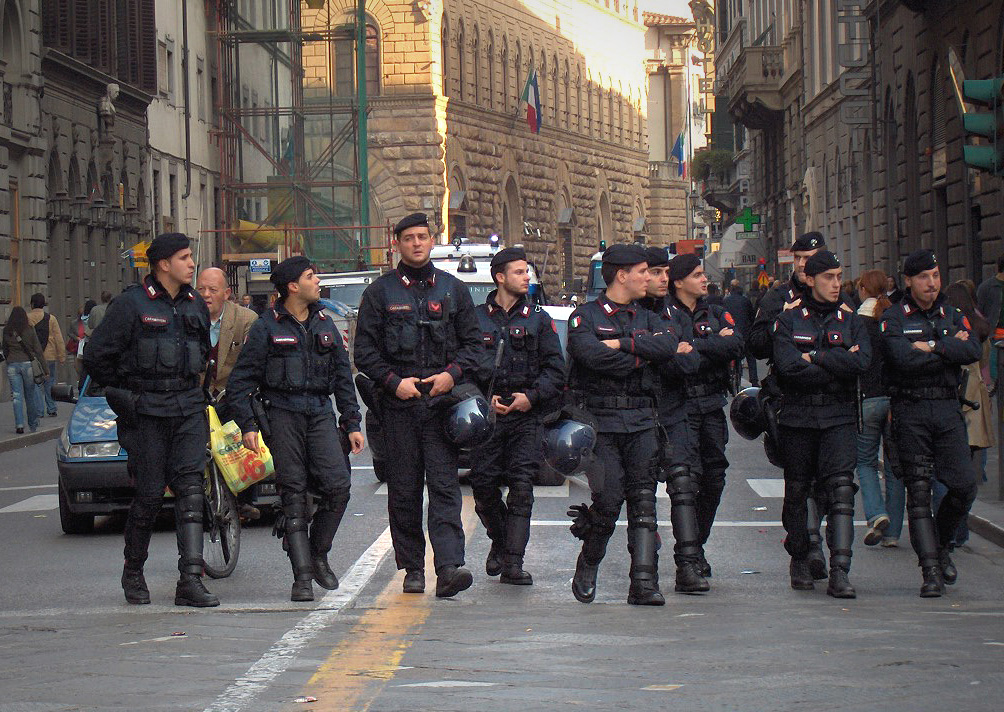
Carabiniers italiens patrouillant à Florence.

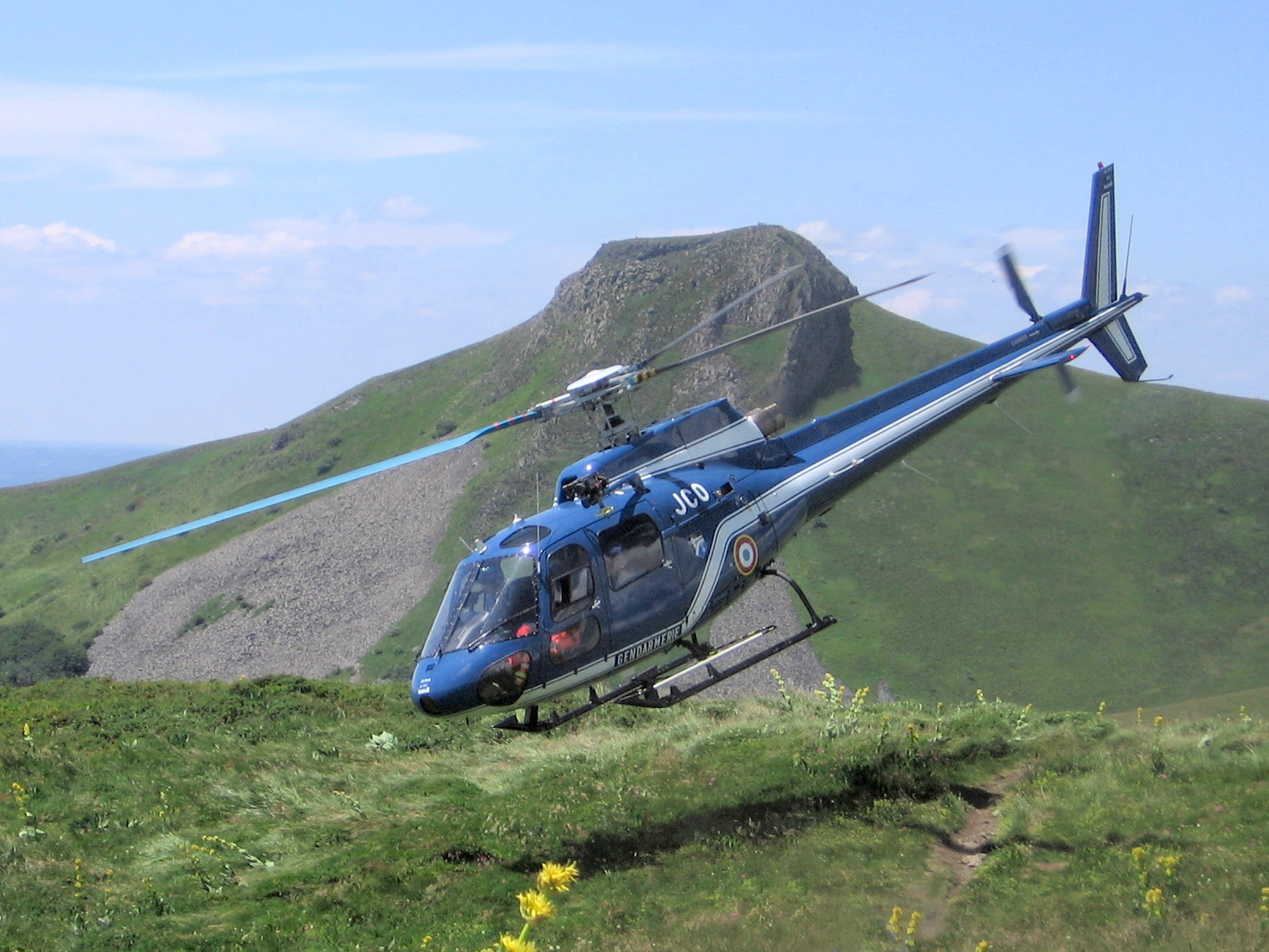
Hélicoptère de la Gendarmerie (France).

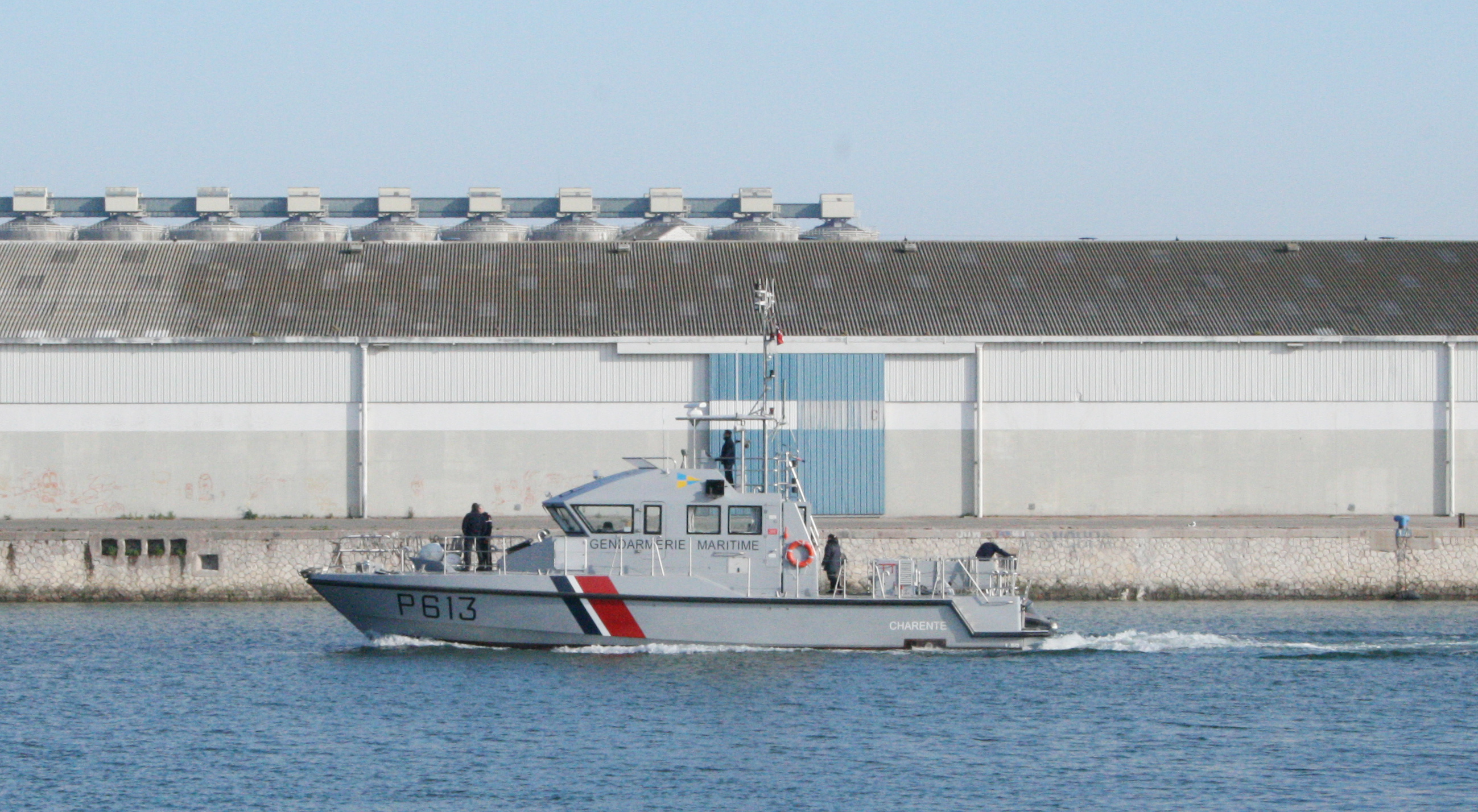
Vedette de la Gendarmerie maritime au port de La Rochelle.

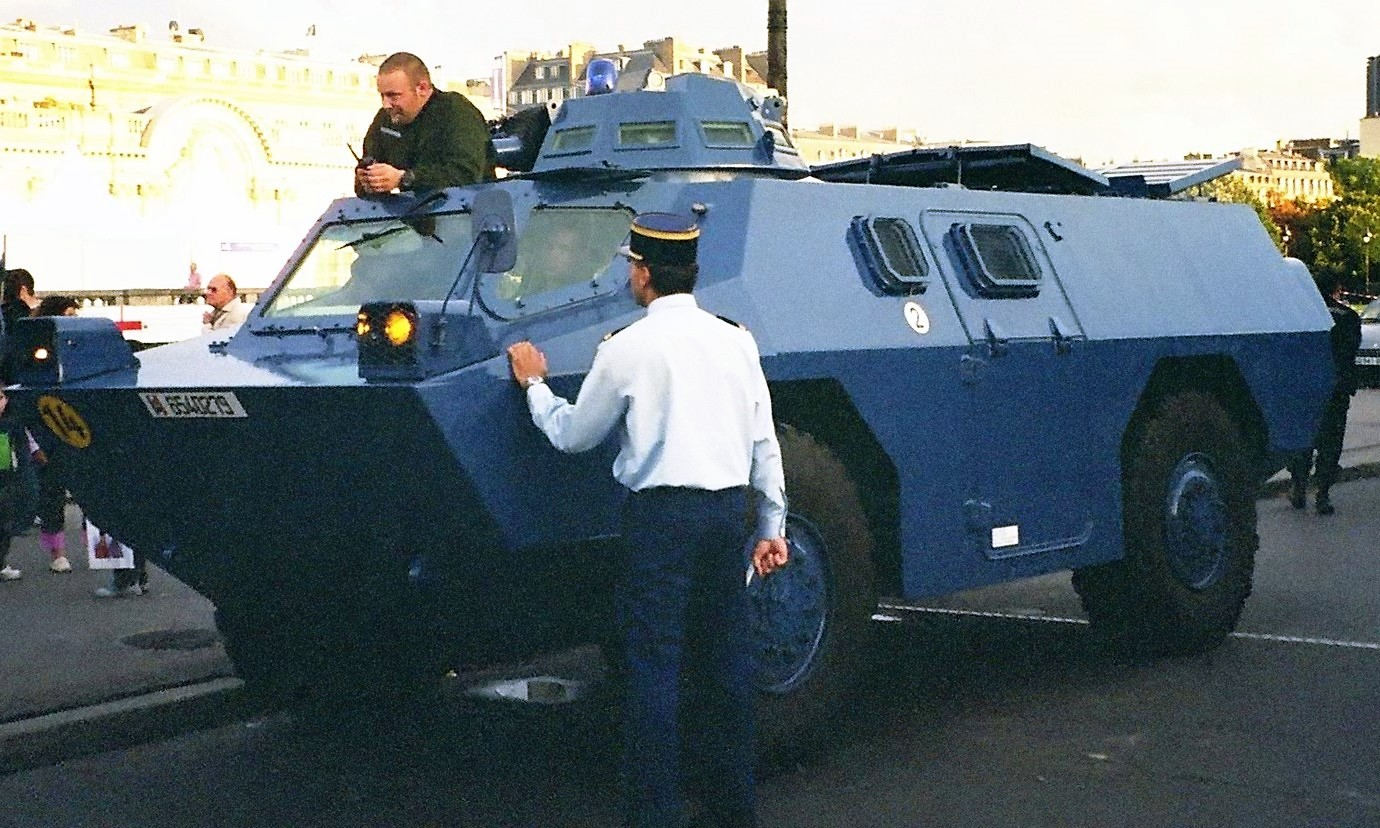
Véhicule blindé à roues de la Gendarmerie (France).

Ces forces sont en général appelées gendarmerie, mais peuvent porter d'autres noms, comme les Carabiniers en Italie et en Chili, ou la Guardia civil en Espagne ou encore Garde Nationale en Tunisie. Chaque pays utilisant le terme institutionnel de gendarmerie comme il le souhaite, cela peut parfois créer des confusions. Par exemple, les gendarmeries cantonales suisses ne sont pas des unités militaires. Ce sont, en fait, les forces de police en uniforme des cantons romands. Au Chili, pour des raisons historiques, le terme désigne l'administration pénitentiaire, alors que les véritables « gendarmes » sont appelés carabiniers.
Certaines forces qui ne sont plus à statut militaire ont conservé le titre de gendarmerie pour des raisons historiques. Par exemple, la Royal Canadian Mounted Police est officiellement appelée en français Gendarmerie royale du Canada (GRC), parce qu'elle était traditionnellement une force militaire. La gendarmerie nationale argentine est une force militaire en matière de formation, d'identité et de perception par le public, et elle a participé au combat dans la guerre des Malouines), mais, juridiquement, c'est une « force de sécurité », pas une « force armée », cela étant nécessaire, en vertu du droit argentin, pour avoir juridiction sur la population.
Dans les pays anglo-saxons, où les missions de police sont rarement confiées à des forces militaires, les gendarmeries sont parfois considérées comme des forces paramilitaires plutôt que militaires, en raison de leurs fonctions au sein de la population. Mais ce qualificatif ne correspond nullement à leur statut officiel et à leurs capacités. Les gendarmes sont souvent déployés dans des opérations militaires, parfois dans leur propre pays ainsi que dans des missions de sécurisation ou de maintien de la paix à l'étranger.

## Rattachement
La gendarmerie est un service de police, mais dans de nombreux pays (par exemple, en France), le mot police désigne normalement la police civile.
Selon les pays, elle peut être placée sous l'autorité du ministère de la défense (par exemple, en Pologne et en Algérie) ou du ministère de l'intérieur (par exemple, en Argentine et en Roumanie), ou même les deux à la fois (par exemple, en Italie, en France et au Chili). Il y a, en ce cas, une coordination entre le ministère de la défense et le ministère de l'intérieur sur l'utilisation des gendarmes.
Cependant, en plus du ministère de rattachement, les ministères d'emploi sont en général nombreux. En France, la gendarmerie travaille principalement avec le ministère de la justice, pour ses nombreuses missions de police judiciaire, mais elle apporte aussi son concours au ministère chargé des transports pour ce qui ressort de la sécurité routière ou des transports aériens, au ministère de l'agriculture pour la police rurale, etc.
Sans que cela soit son objet principal, la gendarmerie exerce également des missions de police militaire, soit sur le territoire national, soit auprès des troupes en opérations à l'étranger (Gendarmerie prévôtale). Dans les pays où gendarmerie et police civile co-existent, peuvent exister des rivalités et les tensions entre les forces. Les réputations respectives de ces deux forces sont parfois différentes, les gendarmes étant souvent mieux perçus par les populations civiles que leurs homologues policiers.

## Spécificité militaire
Par rapport aux forces de police civile, les gendarmeries peuvent disposer de capacités militaires (par exemple, des blindés de transport de troupe ou des blindés lourds avec des canons de 90 mm) qui leur permettent d'intervenir avec les autres forces armées.
Les forces de gendarmerie peuvent également remplir diverses autres missions militaires ou de police.
Par exemple, en France, la Gendarmerie nationale est responsable, comme la police nationale, du contrôle des foules et de la répression des émeutes (Gendarmerie mobile), de la lutte contre le terrorisme et de la libération des otages (GIGN), du contrôle et la sécurité des aéroports et aérodromes civils ainsi que la police de la circulation aérienne (Gendarmerie des transports aériens) et de la protection du Président de la République (GSPR). Elle assure également la garde des palais nationaux et des services d'honneur (Garde républicaine), le secours en montagne (Peloton de gendarmerie de montagne et de haute montagne), la surveillance et la police maritimes (Gendarmerie maritime), la surveillance des bases de l'armée de l'air et de l'espace (Gendarmerie de l'air et de l'espace), la surveillance des centres de la DGA (Gendarmerie de l'armement) ou le contrôle gouvernemental de l'armement nucléaire (Gendarmerie de la sécurité des armements nucléaires).

## Rôle dans les conflits modernes
Les gendarmes jouent un rôle important dans le rétablissement de la loi et de l'ordre dans les zones de conflit, une tâche qui est adaptée à leur but, leur formation et leurs capacités militaires. Les unités sont largement utilisées dans les opérations de maintien de la paix, par exemple en ex-Yougoslavie.

## Autres unités militaires exerçant certaines missions de police
Dans certains cas, il est difficile de déterminer si une force militaire de police doit être définie comme une gendarmerie ou non (par exemple, la Police fédérale de prévention au Mexique, la Polícia Militar brésilienne, ou l'ancienne police sud-africaine jusqu'en 1994). D'autres services, comme la Garde des finances italienne ne devraient normalement pas être définis comme gendarmeries, car ne disposant pas de fonctions générales de police dans la population, tout en ayant un statut militaire et exerçant certaines missions de police. En Russie, les Troupes de l'intérieur du ministère de l'intérieur sont des unités militaires qui ont des quasi-fonctions de police.

## Gendarmerie par pays
| Pays                             | Nom                                               | Statut   |
| -------------------------------- | ------------------------------------------------- | -------- |
| Albanie                          | Gendarmerie royale albanaise                      | Dissoute |
| Algérie                          | Gendarmerie nationale algérienne                  | Active   |
| Allemagne                        | Feldgendarmerie                                   | Dissoute |
| Argentine                        | Gendarmerie nationale argentine                   | Active   |
| Autriche                         | Gendarmerie fédérale                              | Dissoute |
| Bangladesh                       | Bangladesh Ansar                                  | Active   |
| Belgique                         | Gendarmerie nationale belge                       | Dissoute |
| Bénin                            | Gendarmerie nationale béninoise                   | Dissoute |
| Biélorussie                      | OMON (Biélorussie)                                | Active   |
| Brésil                           | Polícia Militar (Brésil)                          | Active   |
| Bulgarie                         | Gendarmerie bulgare                               | Active   |
| Burkina Faso                     | Gendarmerie nationale burkinabé                   | Active   |
| Burundi                          | Gendarmerie nationale burundaise                  | Active   |
| Cambodge                         | Gendarmerie royale khmère                         | Active   |
| Cameroun                         | Gendarmerie nationale camerounaise                | Active   |
| Canada                           | Gendarmerie royale du Canada                      | Active   |
| République centrafricaine        | Gendarmerie nationale (République centrafricaine) | Active   |
| Chili                            | Carabineros de Chile                              | Active   |
| Chine                            | Police armée du peuple                            | Active   |
| Colombie                         | Police nationale colombienne                      | Active   |
| Comores                          | Gendarmerie nationale comorienne                  | Active   |
| Costa Rica                       | Force publique du Costa Rica                      | Active   |
| Côte d'Ivoire                    | Gendarmerie nationale (Côte d'Ivoire)             | Active   |
| Crète                            | Gendarmerie crétoise                              | Dissoute |
| Danemark                         | Gendarmerie danoise                               | Dissoute |
| Djibouti                         | Gendarmerie nationale djiboutienne                | Active   |
| Égypte                           | Forces de la sécurité centrale (Égypte)           | Active   |
| Espagne                          | Guardia Civil                                     | Active   |
| France                           | Gendarmerie nationale                             | Active   |
| Grèce                            | Gendarmerie grecque                               | Dissoute |
| Gabon                            | Gendarmerie nationale gabonaise                   | Active   |
| Guinée                           | Gendarmerie nationale guinéenne                   | Active   |
| Hongrie                          | Készenléti Rendőrség                              | Active   |
| Irak                             | Police nationale irakienne                        | Active   |
| Iran                             | Gendarmerie de la République islamique d'Iran     | Dissoute |
| Israël                           | Police aux frontières israélienne                 | Active   |
| Italie                           | Arme des Carabiniers                              | Active   |
| Japon                            | Kenpeitai                                         | Dissoute |
| Jordanie                         | Gendarmerie jordanienne                           | Active   |
| Liban                            | Gendarmerie libanaise                             | Active   |
| Luxembourg                       | Gendarmerie grand-ducale                          | Dissoute |
| Madagascar                       | Gendarmerie nationale malgache                    | Active   |
| Mali                             | Gendarmerie nationale malienne                    | Active   |
| Maroc                            | Gendarmerie royale marocaine                      | Active   |
| Mauritanie                       | Gendarmerie nationale mauritanienne               | Active   |
| Mexique                          | Gendarmerie nationale mexicaine                   | Dissoute |
| Moldavie                         | Troupe des Carabiniers moldaves                   | Active   |
| Monaco                           | Compagnie des Carabiniers du Prince               | Active   |
| Nicaragua                        | Garde nationale du Nicaragua                      | Dissoute |
| Niger                            | Gendarmerie nationale nigérienne                  | Active   |
| Pays-Bas                         | Maréchaussée royale                               | Active   |
| Pérou                            | Gendarmerie péruvienne                            | Dissoute |
| Philippines                      | Gendarmerie des Philippines                       | Active   |
| Pologne                          | Żandarmeria Wojskowa                              | Active   |
| Portugal                         | Garde nationale républicaine (Portugal)           | Active   |
| République démocratique du Congo | Gendarmerie (RD Congo)                            | Active   |
| République du Congo              | Gendarmerie nationale congolaise                  | Active   |
| Roumanie                         | Gendarmerie roumaine                              | Active   |
| Russie                           | Garde nationale de la fédération de Russie (en)   | Active   |
| Rwanda                           | Gendarmerie rwandaise                             | Active   |
| Saint-Marin                      | Gendarmerie saint-marinoise                       | Active   |
| Salvador                         | Garde nationale (Salvador)                        | Dissoute |
| Sénégal                          | Gendarmerie sénégalaise                           | Active   |
| Serbie                           | Žandarmerija                                      | Active   |
| Syrie                            | Gendarmerie syrienne                              | ?        |
| Tchad                            | Gendarmerie nationale tchadienne                  | Active   |
| Tchécoslovaquie                  | Gendarmerie tchécoslovaque                        | Dissoute |
| Togo                             | Gendarmerie nationale togolaise                   | Active   |
| Tunisie                          | Garde nationale tunisienne                        | Active   |
| Turquie                          | Jandarma                                          | Active   |
| Ukraine                          | Garde nationale de l'Ukraine                      | Active   |
| Vatican                          | Gendarmerie de l'État de la Cité du Vatican       | Active   |
| Venezuela                        | Garde nationale vénézuélienne                     | Active   |

## Influence française
L'utilisation d'unités militaires pour la police des populations civiles est commune à de nombreuses époques et cultures. Mais, bien qu'elle ne puisse pas être considérée comme un concept purement français, la gendarmerie française a été le modèle le plus influent de ce type d'institution, comme en Italie. La Belgique et l'Autriche avaient des gendarmeries (garde royale), mais elles ont fusionné avec les polices civiles respectivement en 2001 et 2005. Beaucoup d'ex-colonies françaises, en particulier en Afrique, ont conservé des gendarmeries.
Le symbole commun de la gendarmerie est la grenade enflammée, qui a été utilisée pour la première fois par la gendarmerie française.

## Sociologie de la gendarmerie
La sociologie des gendarmeries est une branche de la sociologie de la police. Elle étudie les caractéristiques organisationnelles et fonctionnelles des institutions gendarmiques et leur intervention dans la mise en œuvre des politiques publiques de sécurité. En France, les premiers travaux en ce domaine datent du début des années 1980, mais cette étude s'est particulièrement développée avec les travaux de François Dieu, dans le cadre du Centre d'Études et de Recherches sur la Police de l'Institut d'Études Politiques de Toulouse.
Bibliographie :
- H. Lafont, P. Meyer, Le nouvel ordre gendarmique, Seuiil, 1980
- F. Dieu, Gendarmerie et modernité, Éditions Montchrestien, 1994
- F. Dieu, La gendarmerie. Secrets d'un corps, Éditions Complexe, 2002
- F. Dieu, P. Mignon, Sécurité et proximité. La mission de surveillance générale de la gendarmerie, L'Harmattan, Collection « Sécurité et société », 2001
- A. Lignereux, « La Paix des Champs - Gendarmerie et société dans la Sarthe (1800-1914) », in: Revue Historique et Archéologique du Maine, Le Mans, 2006, p. 133-168 (ill.; tableaux et graphiques)
- J.L Loubet del Bayle, Police et politique. une approche sociologique, L'Harmattan, 2006
- Rumin S. Les effets de la périurbanuisation sur la gendarmerie française, in CEDREA - les cahiers des dynamiques sociales et de la recherche-action, 2003, http://www.cedrea.net/Les-effets-de-la-periurbanisation
- S. Clement, Vivre en caserne à l’aube du XXIe siècle. L’exemple de la gendarmerie, Paris, L’Harmattan, Collection Le travail du social, 2003, 193 p.

## L'association internationale des gendarmeries - FIEP
L'association internationale de gendarmeries et forces de police à statut militaire (également appelée FIEP, pour « France-Italie-Espagne-Portugal » ; les quatre premiers membres) a été fondée en 1994, elle comprenait alors la gendarmerie nationale française, l'arme des carabiniers italiens et la garde civile espagnole, rejointes par la Garde nationale républicaine portugaise en 1996, puis par la gendarmerie turque en 1998, la maréchaussée royale néerlandaise, la gendarmerie royale marocaine en 1999 et la gendarmerie roumaine en 2002). La gendarmerie argentine et les carabiniers du Chili ont rejoint l'association en qualité de membres associés en octobre 2005 ; depuis une dizaine d'autres forces ont été intégrées.
Son but est de promouvoir la coopération et les spécificités de leurs organisations. Elle agit aussi auprès des institutions européennes pour être reconnue comme forum sur les questions de sécurité et la définition et la promotion d'une force européenne de gendarmerie capable d'agir sur un théâtre régional en Europe.